# Juan Ignacio Latorre
Juan Ignacio Latorre, né le 24 mars 1978 à Santiago, est un psychologue et homme politique chilien, sénateur depuis le 11 mars 2018. 
Professeur des universités, il est membre des partis de gauche radicale (MAIZ (es) et RD) depuis 2011. En 2017, il est élu sénateur avec le soutien de Révolution démocratique dans la région de Valparaíso. Il est élu président du parti en 2022 avec 88% des voix. Depuis 2018, il est le seul sénateur élu de la coalition du Front large et du parti du même nom créée en 2024.

## Biographie

### Famille et études
Juan Ignacio Latorre est né à Santiago le 24 mars 1978. Il est le fils de Dagoberto Latorre Aguayo, ancien membre du parti Mouvement d'action populaire unitaire (MAPU) et de la psychologue Blanca Riveros Soto.
Il mène ses études primaires et secondaires au Liceo B-64 de La Reina et au Colegio San Agustín tous deux dans la région métropolitaine de Santiago. Il poursuit ensuite ses études supérieures à l'Université centrale du Chili entre 1996 et 2003. Il est diplômé en psychologie.
Entre 2008 et 2011, il obtient trois diplôme de master à l'Université autonome de Barcelone, en politiques sociales, gestion publique et en économie coopérative. Il est ensuite doctorant en politiques publiques et transformations sociales au sein de la même université, son sujet de recherche était : « Les régimes de protection sociale et leur relation avec la qualité de la démocratie en Amérique latine. ».

### Parcours professionnel
Entre 2011 et 2017, il enseigne à l'Université Alberto Hurtado dans le master en Éthique sociale et le Développement humain. Lors de son élection en tant que sénateur en 2017, il est directeur du Centre Francisco Vives d'éthique et de réflexion sociale (CREAS) et directeur du diplôme en économie sociale et du commerce équitable au sein de la même institution.
Entre 1998 et 2000, il a été directeur du foyer pour enfants sans abri Hogar de Cristo. Entre 2004 et 2006, il a travaillé au Centre de réhabilitation de la Fondation Paréntesis du Hogar de Cristo, et de 2006 à 2008, il a été coordinateur de formation à l'ONG Éducation populaire latino-américaine.

### Parcours politique

#### Début en politique et collaborateur de Jorge Arrate
Politisé par ses parents et critique à l'égard du néolibéralisme, il exprime des sympathies envers le Parti communiste du Chili.
Il débute son parcours politique en 2009, en collaborant depuis Barcelone à la candidature de Jorge Arrate lors de l'élection présidentielle de la même année. Il rejoint son parti politique, le Mouvement de la gauche élargie (es) en 2011.

#### Ralliement à Révolution démocratique
En 2013, il milite lors de la campagne du candidat Giogio Jackson à la Chambre des députés. La même année, il rejoint le parti Révolution démocratique et participe à la Commission du nouveau modèle de développement et se spéciale sur les retraites.
En 2016, il a été coordonnateur de l’équipe de formation politique et coordonnateur des pensions au sein du mouvement No+AFP. Il a également collaboré à l'élaboration programmatique du  ; après les marches appelées par le mouvement No+AFP. Il a également collaboré avec la Table ronde programmatique du Front large. La même année, son parti, lors de son Congrès stratégique, décide de participer à toutes les élections au travers de différentes candidatures. 

#### Sénateur et président de Révolution démocratique
Lors des élections de novembre 2017, il est candidat dans la 6e circonscription sénatoriale, dans la région de Valparaíso. Il a été élu avec 39 528 voix, 4,60% des voix.
Entre mars 2018 et mars 2020, il est membre de la commission de l'Education et de la culture, dont il est président entre mars 2019 et mars 2020. Il est également membre de la Commission permanente des droits de l'homme, de la nationalité et de la citoyenneté, et la commission spéciale sur les zones extrêmes et territoires spéciaux. 
Le 23 mars 2020, il rejoint la Commission permanente de l’habitation et de l’urbanisme.
Le 10 juillet 2022, il est élu président de Révolution démocratique, après que la liste unique « RD pour un nouveau Chili », présentée au Conseil national du parti, est élue avec 88,5 % des voix.